# Trachelipus mostarensis
Trachelipus mostarensis är en kräftdjursart som först beskrevs av Karl Wilhelm Verhoeff 1901.  Trachelipus mostarensis ingår i släktet Trachelipus och familjen Trachelipodidae. Inga underarter finns listade i Catalogue of Life.